# Пример Куперберг
Пример Куперберг — пример бесконечно гладкого векторного поля без особых точек и периодических траекторий на трёхмерной сфере.
Построен Кристиной Куперберг, является контрпримером к гипотезе Зейферта.
Стоит отметить, что все векторные поля, достаточно близкие к расслоению Хопфа, имеют периодические траектории.
Это утверждает теорема Зейферта (что и послужило мотивировкой для вышеупомянутой гипотезы).

## Построение
Пример Куперберг строится перестройкой слоения с конечным числом периодических траекторий, заключающейся во вклеивании вместо окрестности выпрямления специального векторного поля — пробки (или ловушки) Куперберг. Эта последняя — векторное поле на трёхмерном кубе, вертикальное близ границы и без особых точек внутри, отображение Пуанкаре с нижней грани которого на верхнюю тождественно везде, где оно определено. При этом на нижней грани имеются точки, такие, что входящие в куб в этих точках траектории никогда из куба не выходят.
При замене поля в окрестности выпрямления вокруг участка периодической траектории на ловушку Куперберг, новых периодических траекторий не создаётся (поскольку глобально отображение последования не поменялось), а старая периодическая траектория при этом может быть разорвана (достаточно при «вклейке» ловушки сопоставить точку старой периодической траектории точке, чья траектория «теряется» внутри куба).

## Обобщения
Конструкция Куперберг также позволяет построить гладкое векторное поле без особых точек и периодических траекторий на любом замкнутом трёхмерном многообразии (а также на замкнутых многообразиях большей размерности, при условии, что векторное поле без особых точек вообще существует — что эйлерова характеристика многообразия равна нулю).